# 코안경

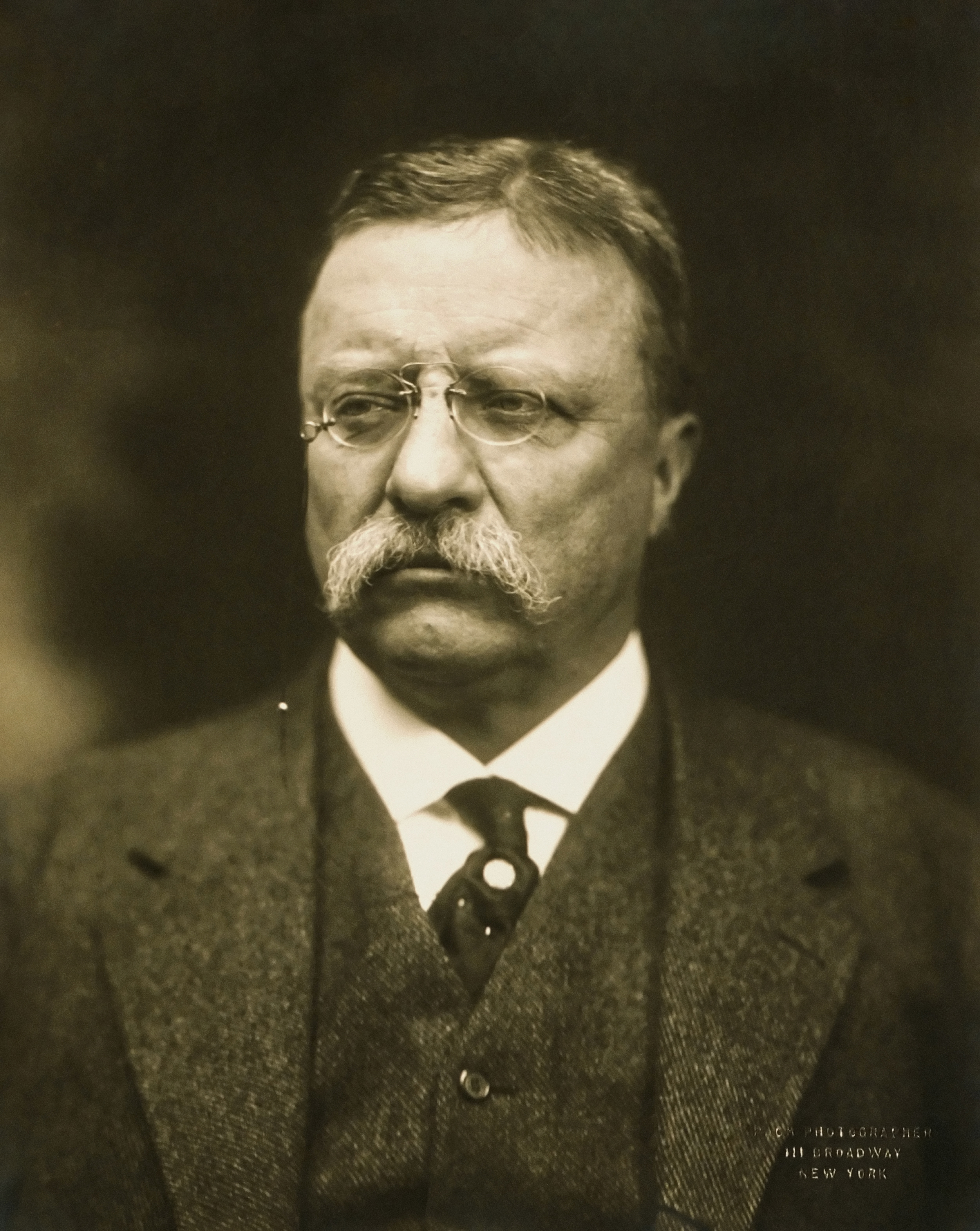
C-Bridge를 낀 시어도어 루스벨트

코안경( - 眼鏡)은 19세기 유럽에서 유행했던 안경으로 코에 걸쳐 쓰는 안경다리 없는 안경을 말한다. 시어도어 루스벨트가 즐겨 쓰던 안경으로 유명하다.

## 역사
15세기부터 17세기 사이 유럽에서 일반 서민에게 서서히 퍼져나갔다. 1840년대 현대적인 코안경이 등장하자, 1880년부터 1900년에 걸쳐 대유행했다. 1930년대 후반부터는 주로 중년 사이에서 유행했다. 하지만 안경을 착용하는 것이 많이 불편해, 20세기 중반 무렵부터는 사라졌다.

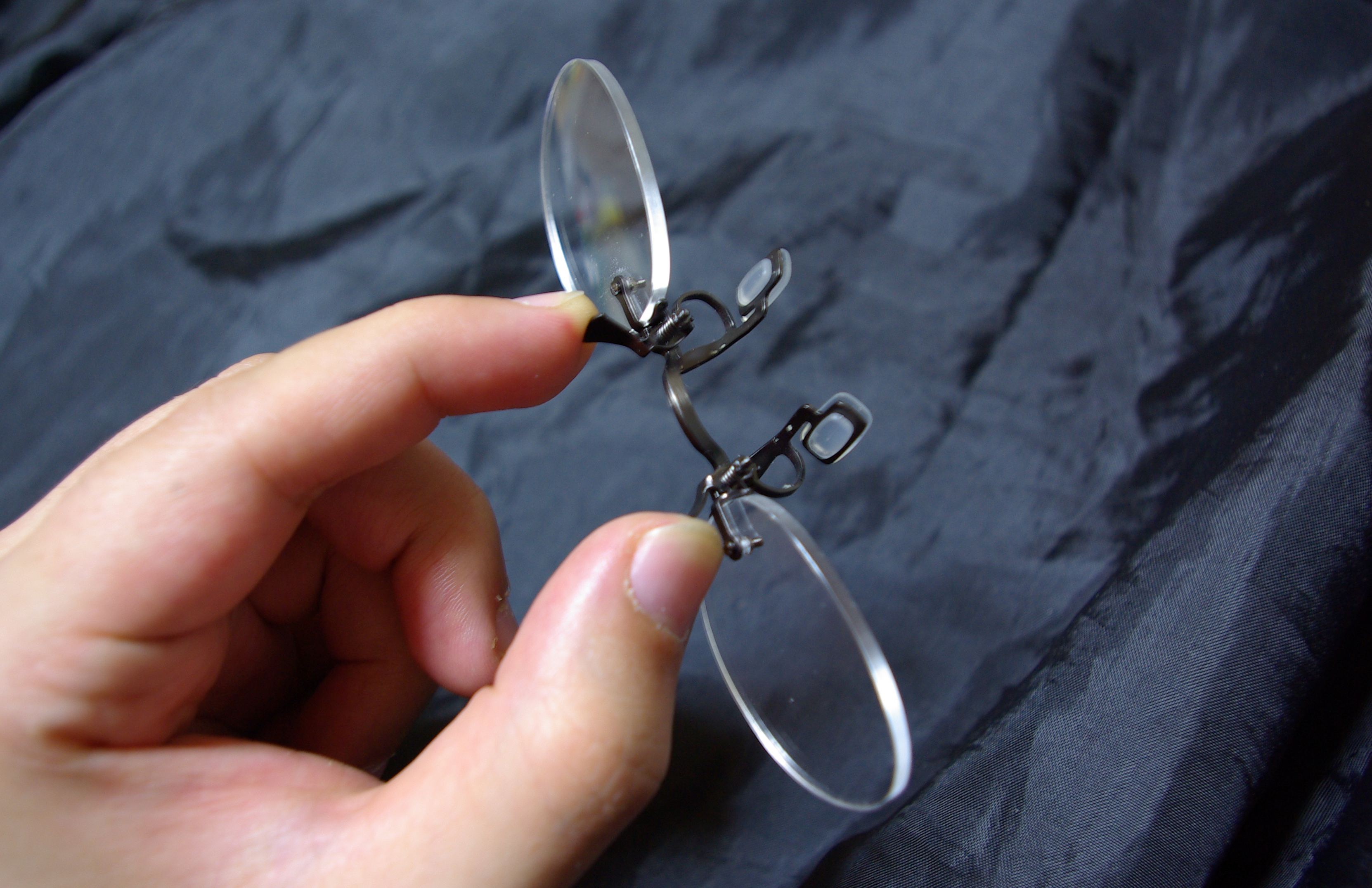
현대의 Spring Bridge

## 변천
- 하드·브릿지 (Hard-Bridge), 또는 핀가피스 (Fingerpiece)
- 씨·브릿지 (C-Bridge)
- 스프링·브릿지 (Spring Bridge)

## 같이 보기
- 안경
- 콘택트 렌즈
- 선글라스